# Bobiricola endroedyyoungai
Bobiricola endroedyyoungai is een keversoort uit de familie bladsprietkevers (Scarabaeidae). De wetenschappelijke naam van de soort is voor het eerst geldig gepubliceerd in 1973 door Endrodi.